# Sadok y los mártires de Sandomierz
Sadok de Sandomierz era un domínico polaco asesinado junto a sus 48 compañeros, durante la Invasión Mongola de Polonia, en 1260. Por este hecho, los frailes polacos pueden usar un cinturón rojo, junto con su hábito domínico.
Su memoria litúrgica de los beatos mártires se celebra el 2 de junio (antes, celebrada el 29 de octubre).